# Chrotogonus armatus
Chrotogonus armatus är en insektsart som beskrevs av Steinmann 1965. Chrotogonus armatus ingår i släktet Chrotogonus och familjen Pyrgomorphidae. Inga underarter finns listade i Catalogue of Life.